# Рот, Кеннет
Кеннет Рот (англ. Kenneth Roth, род. 23 сентября 1955, Элмхерст, Иллинойс, США) — американский адвокат, общественный деятель, правозащитник. Рот был исполнительным директором базирующейся в Нью-Йорке правозащитной организации «Хьюман Райтс Вотч» (ХРВ) с 1993 по 2022 год.

## Биография

### Ранние годы
Кеннет Рот родился 23 сентября 1955 года в Элмхерсте, штат Иллинойс. Его родителями были Мюриэль Т. Рот и еврейский беженец из Германии Уолтер С. Рот.
Еврейская семья его отца жила в Франкфурте, где у них была скотобойня, когда к власти пришёл Гитлер.
Детство Кеннета Рота проходило в Дирфилде, пригородном районе Чикаго.
Рот окончил Брауновский университет в 1977 году со степенью бакалавра истории и получил степень доктора права в Йельской школе права в 1980 году.
В 2011 году Рот обвенчался в англиканской церкви.

### Карьера правозащитника
Рот занимался частной практикой в качестве судебного исполнителя, работал федеральным прокурором в федеральном окружном суде Южного округа Нью-Йорка и участвовал в расследовании «Иран-контрас» в Вашингтоне, округ Колумбия.
После окончания курса по правам человека в Йельской школе права, Рот не мог найти постоянной работы, он работал волонтёром по ночам и в выходные дни, занимаясь правозащитной деятельностью, уделяя особое внимание введению Советским Союзом военного положения в Польше в 1981 году.
Он присоединился к Human Rights Watch в 1987 году в качестве заместителя директора. Его первоначальная работа была посвящена Гаити, Кубе и Ближнему Востоку.

### Human Rights Watch
Рот стал исполнительным директором «Human Rights Watch» (HRW) в 1993-м, сменив на посту Арье Нейера.
За время его работы на посту директора, штат HRW увеличился с 60 до 552 человек. В 1997 году организация получила Нобелевскую премию мира за запрет противопехотных мин, помогла создать Международный уголовный суд и запретить использование детей в армии. Рот ушел из HRW 31 августа 2022 года. Покинув HRW, Рот заявил, что собирается продолжать правозащитную общественную работу и хочет написать книгу

## Награды
Рот получил почетные степени Университета Брауна, Боудойн-колледжа, Университета Оттавы и Американского университета в Париже . Он был лауреатом Афинской премии за демократию, премии Уильяма Роджерса от Университета Брауна и премии Жана Майера за глобальное гражданство от Университета Тафтса. Он входит в Наблюдательный совет Института Уотсона в Университете Брауна, в Совет управляющих Бард-колледжа в Берлине и в Консультативную группу по гуманитарным вопросам и развитию Фонда Ново Нордиск.